# خلنج رملي
خلنج رملي (الاسم العلمي:Erica arenaria) هو نوع من النباتات يتبع جنس الخلنج من الفصيلة الخلنجية.